# Ruta Estatal de Alabama 50
La Ruta Estatal de Alabama 50, y abreviada SR 50 (en inglés: Alabama State Route 50) es una carretera estatal estadounidense ubicada en el estado de Alabama, cruza los condados de Elmore, Tallapoosa y Chambers. La carretera inicia en el Oeste desde la AL 229  en Lake Martín sigue en sentido Este hasta finalizar en la US 29     en Lanett. La carretera tiene una longitud de 87,33 km (54.26 mi).

## Mantenimiento
Al igual que las autopistas interestatales, y las rutas federales y el resto de carreteras estatales, la Ruta Estatal de Alabama 50 es administrada y mantenida por el Departamento de Transporte de Alabama por sus siglas en inglés ALDOT.

## Cruces
La Ruta Estatal de Alabama 50 es atravesada principalmente por la US 280 en Camp Hill y la US 431     en Fayette, AL